# Sumatra-Elefant
Der Sumatra-Elefant (Elephas maximus sumatranus) ist eine der drei derzeit anerkannten Unterarten des Asiatischen Elefanten. Er ist endemisch auf Sumatra beheimatet und wird auf der Roten Liste der IUCN als vom Aussterben bedroht (critically endangered) eingestuft.

## Merkmale
Sumatra-Elefanten sind mit einer Schulterhöhe von 2 bis 3,2 Metern und zwei bis vier Tonnen Gewicht die kleinste Unterart des asiatischen Elefanten. Sie weisen daneben eine Reihe als relativ ursprünglich angesehener Merkmale auf, die sie von den anderen Unterarten unterscheiden. So haben sie mit 20 Paaren ein Rippenpaar mehr, relativ große Ohren und eine geringere Pigmentierung, so dass sie heller erscheinen. Möglicherweise treten bei ihnen auch häufiger Stoßzähne auf.

## Bedrohung
Die Elefanten auf Sumatra sind vor allem auf die Wälder des Flachlands als Lebensraum angewiesen. Da diese Wälder zunehmend in landwirtschaftlich genutzte Flächen und Siedlungen umgewandelt werden, geraten die Elefanten immer wieder mit Menschen in Konflikt, was häufig in ihrer Vertreibung oder Tötung endet. Einzelne Exemplare, die von der Regierung in der Vergangenheit eingefangen wurden, sind inzwischen als Teil menschengeführter „Elefanten-Patrouillen“ im Einsatz, um den Übertritt ihrer wilden Artgenossen auf Agrarland zu verhindern und somit Konflikten mit der Bevölkerung vorzubeugen. Zusätzlich sind sie wegen ihres Elfenbeins durch Wilderei bedroht. Während Mitte der 1980er Jahre noch etwa die Hälfte der Wälder auf Sumatra intakt waren und Elefanten in allen acht Provinzen der Insel in 44 Populationen vorkamen, sind seitdem etwa 69 % des verfügbaren Habitat verloren gegangen und die verbleibenden Waldreste sind oft zu klein, um noch einen geeigneten Lebensraum für Elefanten zu bieten. Innerhalb von drei Generationen ist der Bestand an Sumatra-Elefanten vermutlich um mindestens 80 % zurückgegangen. Die Lebensraumzerstörung und der Rückgang halten dabei weiter an.